# خوسه روبرتو لوپس لوندونیو
خوسه روبرتو لوپس لوندونیو (اسپانیایی: José Roberto López Londoño‎; ۳۰ ژوئن ۱۹۳۷ – ۲۱ سپتامبر ۲۰۱۸)  کشیش ارشد کلیسای کاتولیک اهل کلمبیا که از ۱۹۸۷ تا ۲۰۰۳ اسقف ارمنستان و از ۲۰۰۳ تا ۲۰۱۳ خریکو بود.

## زندگی‌نامه
وی در ۳۰ ژوئن ۱۹۳۷ در [[]] به دنیا آمد . وی در ۲۱ سپتامبر ۲۰۱۸ در سن ۸۲ سالگی در [[]] درگذشت.